# Birnbaumskamp

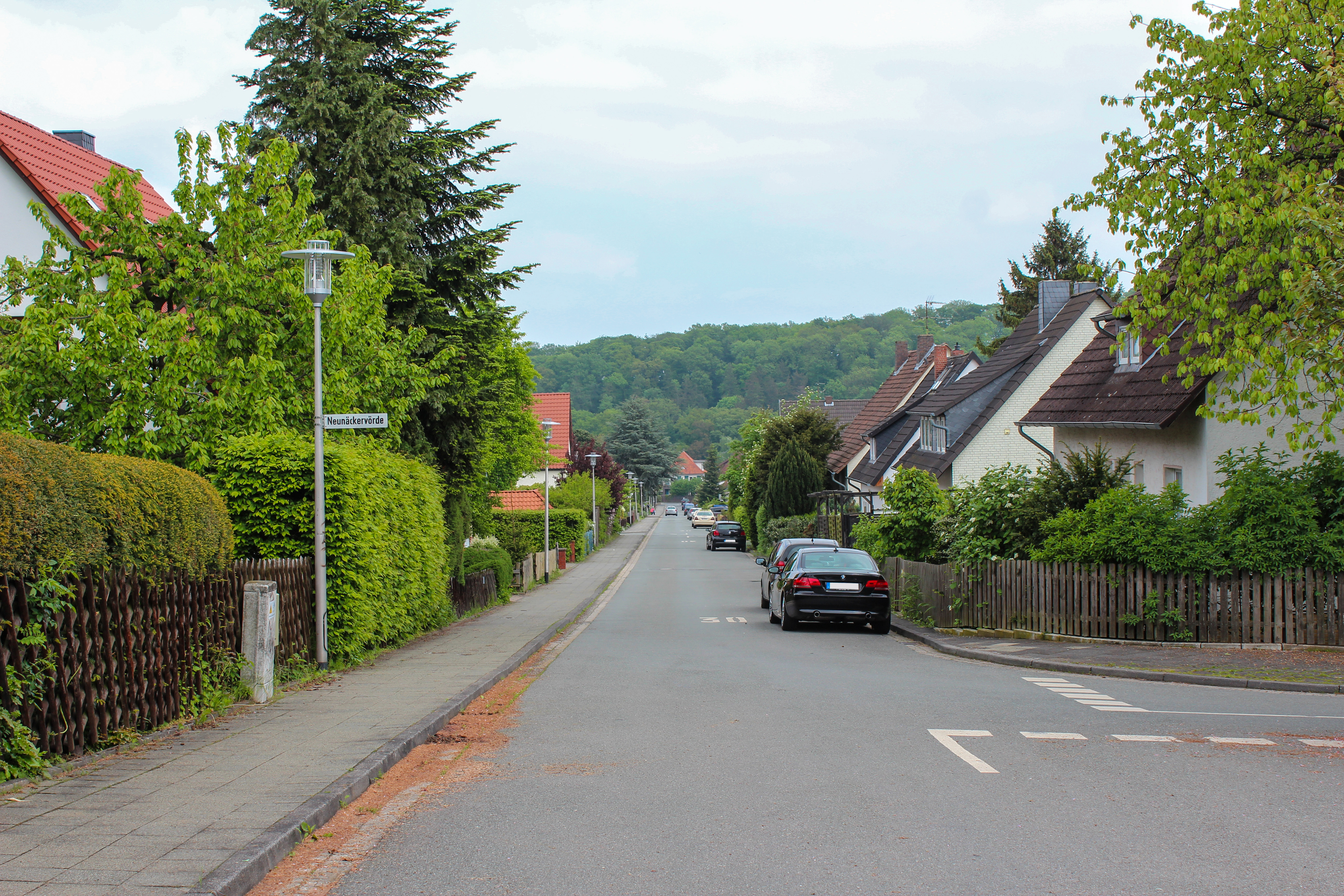
Der Birnbaumskamp im Mai 2013

Der Birnbaumskamp ist eine Straße im Stadtteil Moritzberg in Hildesheim. Sie bildete die erste Stadtrandsiedlung Hildesheims.

## Geschichte
Nach einem alten Flurnamen bekam die Straße am 12. September 1921 die Bezeichnung Birnbaumskamp.
Am 18. November 1921 bekamen 24 ausgeloste Bewerber je etwa einen Hannoverschen Morgen (2.621 m²) Land mit dem Abschluss eines Erbbauvertrages auf 80 Jahre in der Siedlung Birnbaumskamp. Vorher war dieses Gebiet Ackerland und gehörte der Johannishofstiftung.
Am Anfang wurde das Gelände nur durch notdürftig befestigte Feldwege erschlossen. Die Siedler hatten gegenüber der Stadt keinerlei Anspruch auf den Ausbau dieser Wege zu regulären Straßen, dieser geschah erst zehn Jahre später in eher notdürftiger Form.
Schon im Sommer 1922 begannen die ersten Pächter zu bauen. Die meisten Eigenheime wurden als Doppelhäuser erstellt, und das erste Baumaterial bestand aus den Steinen einer abgebauten Ziegelei und einer abgerissenen Kasernenhofsmauer. Die Finanzierung gelang zuweilen nur unter erheblichen ökonomischen Entbehrungen, zumal für etliche Bauten während der Inflationszeit Rechnungen für Material und Handwerker in Billionen und Billiarden beglichen werden mussten.

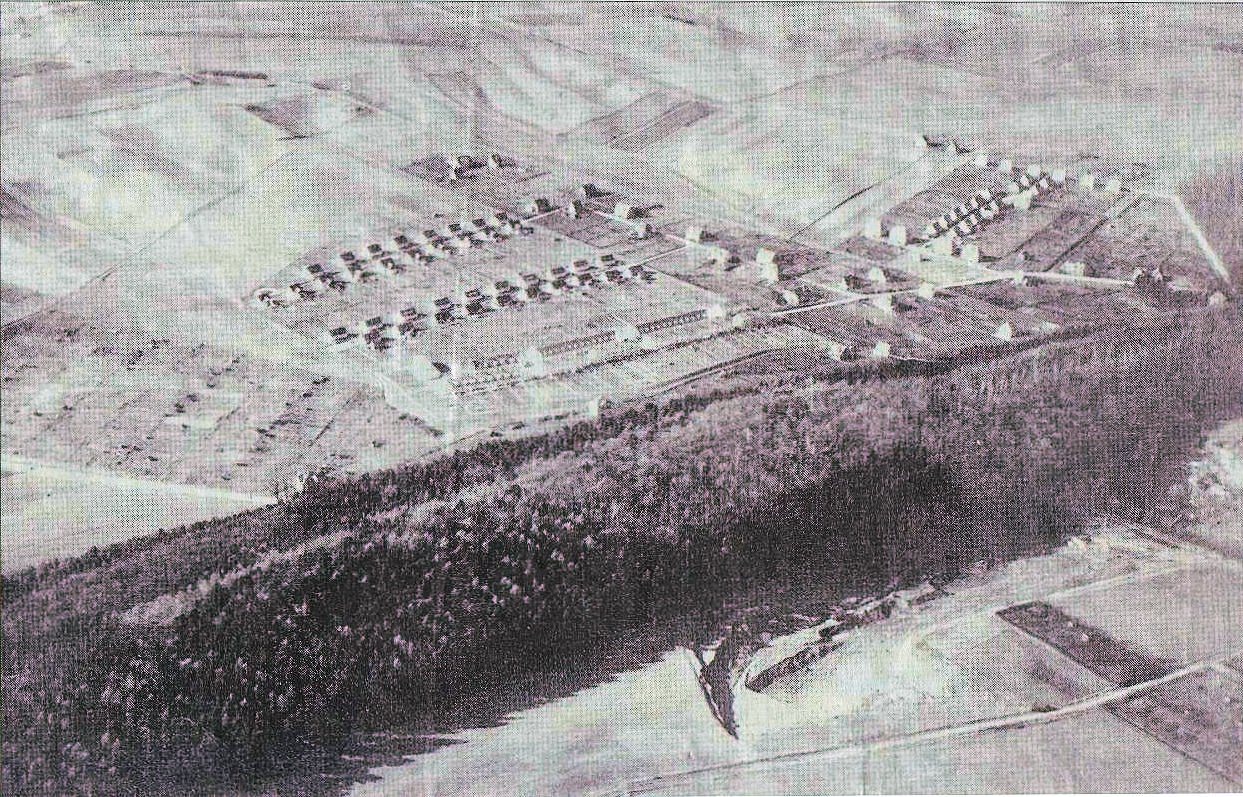
Der Birnbaumskamp in den 1930er Jahren

Die großen Grundstücke zum Anbau von Obst und Gemüse sowie die an jedem Haus vorgesehenen Ställe für Haus- und Kleintierzucht sollten die Selbstversorgung der Familien unterstützen, da bei der Landvergabe nur Bewerber mit geringen Einkünften berücksichtigt worden waren.
Für die beantragte Straßenbeleuchtung (drei Laternen) mussten die Siedler 1924 pro Anlage 370 Reichsmark bezahlen und für den Postbriefkasten „einen stabilen Eichenpfahl“ stellen. Es gab damals schon zwei Leerungen täglich. Eine „Öffentliche Meldestelle für Feuer, Wasser und Unfall“ war anfangs die einzige Telefonanlage am Birnbaumskamp. Wasser kam nur aus hauseigenen Brunnen. Die Toiletten wurden in gemauerten Gruben entleert, deren Jauche teils auf den Kompost kam, andernteils von einem Unternehmen abgepumpt wurde. Eine Wasserleitung wurde erst 1930 mit der Erschließung der späteren Siedlungen Nonnenkamp und Glockenfeld gelegt. Abwässerkanäle wurden erst Anfang der 1950er Jahre angelegt. Bis zum Herbst 1925 lieferte das Städtische Elektrizitätswerk Gleichstrom, der dann auf Wechselstrom umgestellt wurde.
Die Versorgung mit Lebensmitteln übernahmen die Firmen „Bartels & Rempen“ und „Frost“. Beide hatten ihre Geschäfte auf dem Moritzberg. Jeden Tag schickten sie ihre Lehrlinge, um Bestellungen aufzunehmen und die Lebensmittel auszuliefern. Die Milch kam vom Kloster Marienrode, und ein Bäcker lieferte ab 1926 täglich frische Brötchen vor die Haustür. Jeden Sommer kamen Eis- und ein Bierwagen. Auch gab es einen Fleischer und einen kleinen Tante-Emma-Laden.
Die Siedler wurden in der Anfangszeit von der Hundesteuer befreit, da Hunde in der einsamen Gegend als Wachhunde anerkannt wurden. Jeder Hausbesitzer besaß eine Trillerpfeife, um bei Gefahr den Nachbarn zu alarmieren.
So unterschiedlich die politischen Einstellungen der Siedler zur Zeit der Weimarer Republik auch waren, das gutnachbarliche Verhältnis wurde dadurch nie getrübt. Wenn es um ihre Siedlung und deren Rechte ging, standen die Anwohner einig zusammen. So konnten sie sich auch nach langwierigem Prozess gegenüber der Stadt behaupten, als diese den Erbbauzins plötzlich verdoppeln wollte.

## Gegenwart
Nach Aufteilung der Grundstücke und Neubauten leben auf der gleichen Grundfläche, auf der sich damals gerade mal 30 Familien ansiedelten, heute über 80 Parteien. Die meisten Obst- und Gemüsegärten sind Rasen- und Ziergärten gewichen. Hühner, Enten, Kaninchen, Schweine, Schafe und Ziegen sind fast ganz verschwunden – dafür gibt es umso mehr Hunde und Katzen. Geschäfte gibt es keine mehr, außer einem Aquaristikgeschäft.